# Parafia Świętych Apostołów Piotra i Pawła w Skoczowie
Parafia Świętych Apostołów Piotra i Pawła – rzymskokatolicka parafia znajdująca się w Skoczowie. Należy do dekanatu Skoczów diecezji bielsko-żywieckiej. W 2005 r. zamieszkiwało ją ponad 8000 katolików.
Po raz pierwszy wzmiankowana w spisie świętopietrza z 1447 r. Obecny kościół parafialny (czwarty) został wybudowany w latach 1756–1767. Dziesięć lat później powstał skoczowski dekanat.
Parafia jest właścicielem Muzeum Jana Sarkandra w Skoczowie. Do parafii należy również kaplica św. Jana Sarkandra na wzgórzu Kaplicówka, oraz kaplica pw. Miłosierdzia Bożego w Wiślicy, poświęcona w 2004 r.

## Galeria

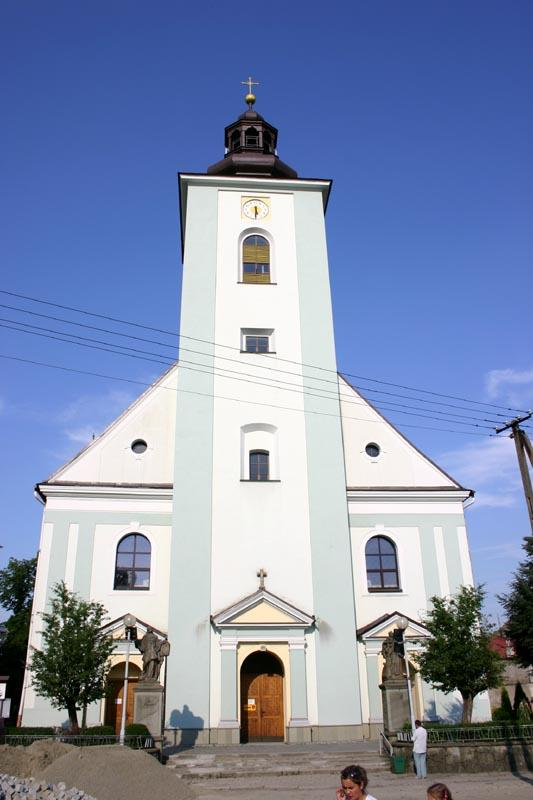
Kościół parafialny
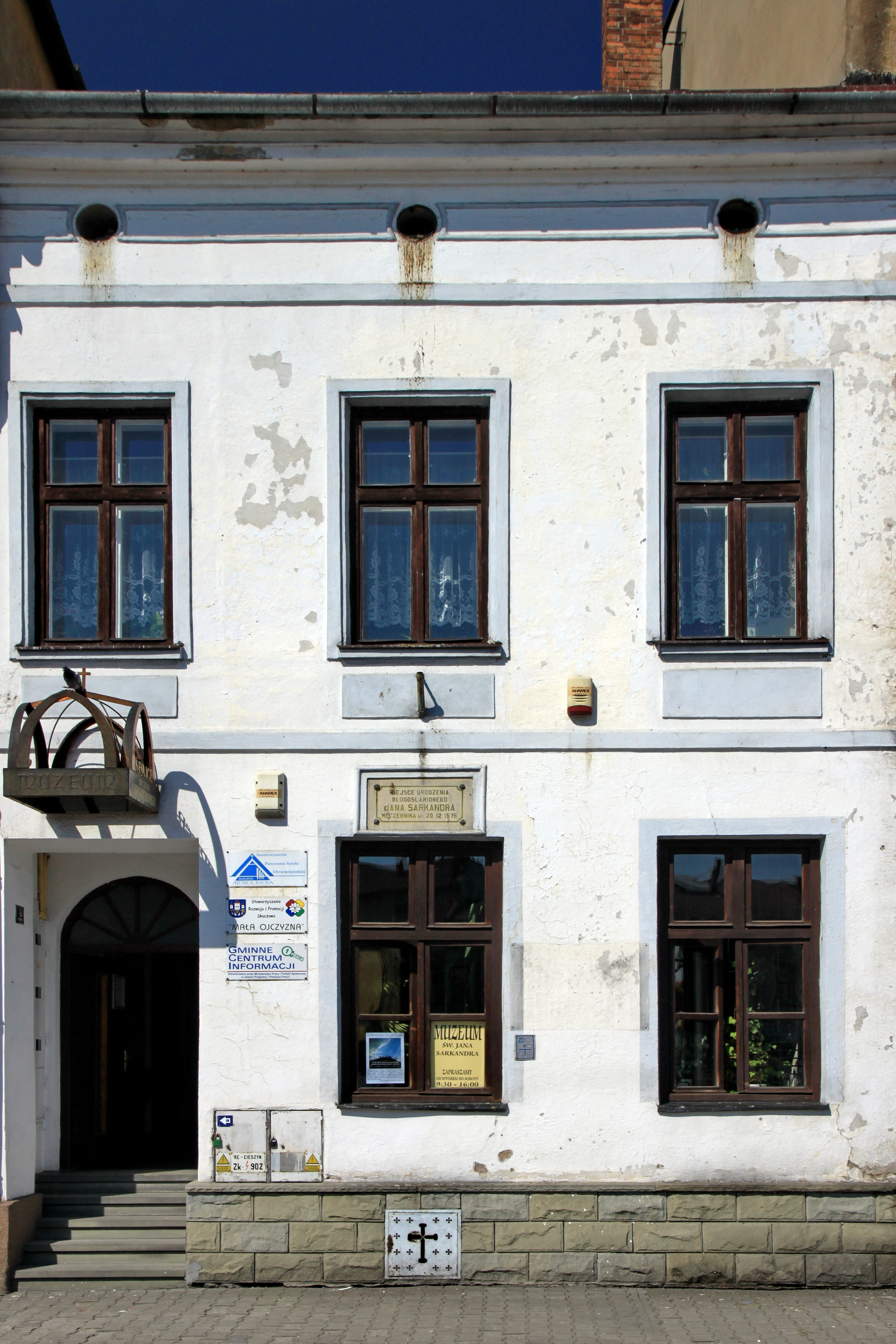
Muzeum Jana Sarkandra przy Rynku
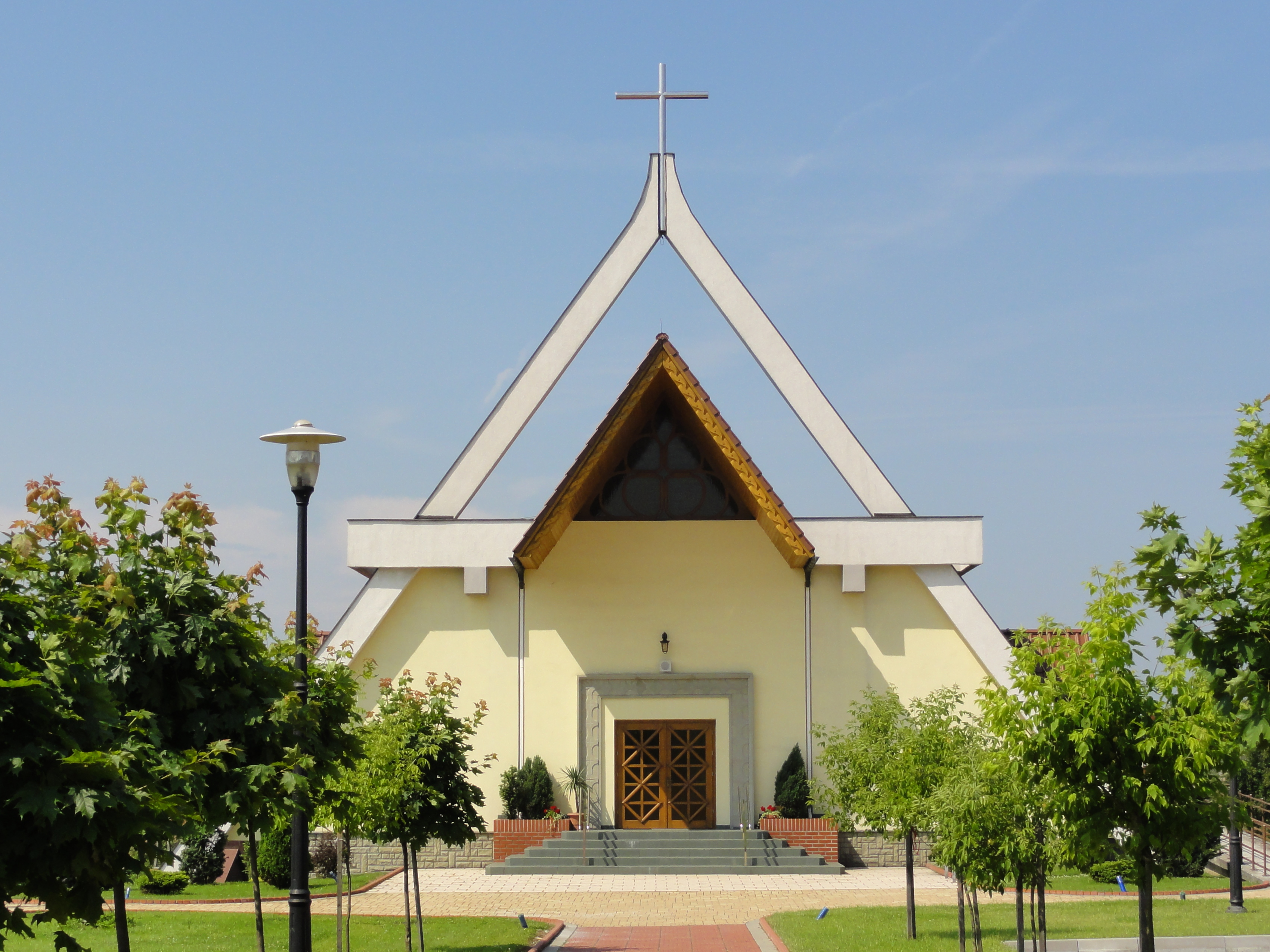
Kaplica w Wiślicy